# Peter Lorenz

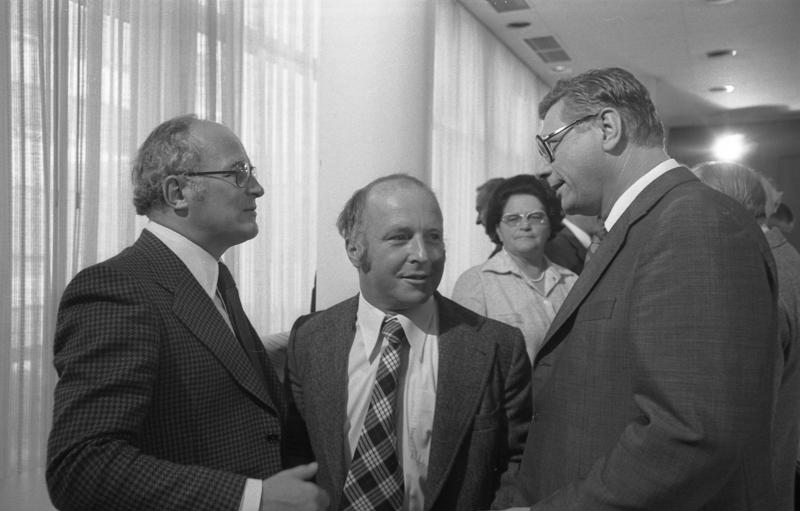
Peter Lorenz (vpravo)

Peter Lorenz (22. prosinec 1922 Berlín - 6. prosinec 1987 Západní Berlín) byl německý politik Křesťanskodemokratické unie (CDU).
V roce 1975 Lorenz kandidoval na funkci Západoberlínského starosty, byl unesen levicovými teroristy ze Hnutí 2. června tři dny před volbami 27. února. Únosci požadovali propuštění šesti členů skupiny včetně jednoho ze zakladatelů RAF Horsta Mahlera a pozdějších členů RAF Vereny Beckerové a Rolfa Heisslera. Ačkoli Mahler odmítl výměnu, ostatní věznění byli propuštěni.
Poté, co ozbrojenci odletěli do jihojemenského Adenu, Lorenz by propuštěn 4. března. Ačkoli nebyl přítomen, ve volbách získal 43,9%
a zvítězil, avšak starostou zůstal Klaus Schütz, kandidát koalice SPD/FDP.
Rolf Heißler, jeden z propuštěných vězňů, byl členem komanda, které v roce 1977 uneslo Hannse-Martina Schleyera ve snaze vyměnit jej za vězněné příslušníky RAF. Když očekávání teroristů nebyla naplněna, Schleyer byl zavražděn a Heißler byl jedním z vrahů.